# HD9264
HD9264 — хімічно пекулярна зоря спектрального класу A3, що має видиму зоряну величину в смузі V приблизно  8,5.
Вона  розташована на відстані близько 867,4 світлових років від Сонця.